# 考亚索
考亚索（匈牙利語：Kajászó），是匈牙利费耶尔州所辖的一个村。总面积23.98平方公里，总人口1048，人口密度43.7人/平方公里（2011年1月1日）。